# Dusona dubitor
Dusona dubitor là một loài tò vò trong họ Ichneumonidae.